# Ausbildungsbereich Panzertruppen
El Centro de Entrenamiento del Cuerpo Blindado (en alemán: Ausbildungszentrum Panzertruppen) en Munster es uno de los centros de entrenamiento del Ejército Alemán (Zentren des Heeres) con la responsabilidad particular del entrenamiento básico y de continuación de las tropas blindadas, incluyendo el cuerpo de infantería blindado y mecanizado del alemán. Ejército. Por tradición, el centro recibe el apodo de la Escuela del Cuerpo Blindado (Panzertruppenschule), cuyas tareas se incluyeron en parte el 1 de octubre de 2007.
- Datos: Q778080